# Liste der Baudenkmale in Rennau
In der Liste der Baudenkmale in Rennau sind die Baudenkmale der niedersächsischen Gemeinde Rennau und ihrer Ortsteile aufgelistet. Der Stand der Liste ist der 16. Dezember 2022. Die Quelle der Baudenkmale ist der Denkmalatlas Niedersachsen.

## Allgemein
In den Spalten befinden sich folgende Informationen:
- Lage: die Adresse des Baudenkmales und die geographischen Koordinaten. Kartenansicht, um Koordinaten zu setzen. In der Kartenansicht sind Baudenkmale ohne Koordinaten mit einem roten Marker dargestellt und können in der Karte gesetzt werden. Baudenkmale ohne Bild sind mit einem blauen Marker gekennzeichnet, Baudenkmale mit Bild mit einem grünen Marker.
- Bezeichnung: Bezeichnung des Baudenkmales
- Beschreibung: die Beschreibung des Baudenkmales. Unter § 3 Abs. 2 NDSchG werden Einzeldenkmale und unter § 3 Abs. 3 NDSchG Gruppen baulicher Anlagen und deren Bestandteile ausgewiesen.
- ID: die Objekt-ID des Baudenkmales
- Bild: ein Bild des Baudenkmales, ggf. zusätzlich mit einem Link zu weiteren Fotos des Baudenkmals im Medienarchiv Wikimedia Commons. Wenn man auf das Kamerasymbol klickt, können Fotos zu Baudenkmalen aus dieser Liste hochgeladen werden:

## Rennau

### Gruppe: Hauptstraße 20, 22, 24/26
Die Gruppe hat die ID 32630447. Straßenbildprägende Abfolge von Fachwerkwohnhäusern der ersten Hälfte des 19. Jh.

| Lage                                        | Bezeichnung               | Beschreibung | ID       | Bild |
| ------------------------------------------- | ------------------------- | --- | -------- | ---- |
| Hauptstraße 20 52° 17′ 45″ N, 10° 54′ 44″ O | Wohn-/ Wirtschaftsgebäude | Zweigeschossiger, breitgelagerter Fachwerkbau auf Sandsteinsockel mit Ziegelausgleichsschicht unter Halbwalmdach in Hohlpfannendeckung. Westliches Drittel mit Querscheune mit hohen Einfahrtstor. Fachwerkgefüge mit Ziegelsichtausfachung, Wohnteil mit fünf Fensterachsen, späterer Anbau des Windfangs. Giebelseiten bis auf kleines Fenster am Ostgiebel fensterlos, Westgiebel im Giebelfeld und OG in Ziegelpfannenbehang. | 32667939 | BW   |
| Hauptstraße 22 52° 17′ 45″ N, 10° 54′ 43″ O | Wohn-/ Wirtschaftsgebäude | Zweigeschossiger und traufständiger Lehmziegelfachwerkbau auf Sandsteinsockel unter Dreiviertelwalmdach in Krempziegeldeckung. Östliche Wirtschaftsraum mit großem Tor und südlichen Dachvorsprung auf Kopfständern. Westlich Wohnteil mit außermittigen Zugang hinter Windfang, symmetrisches Fachwerkgefüge mit zweifeldigen Streben und verputzter Ausfachung, EG doppelt verriegelt, OG einfach, mit einer verputzten Ausfachung. Giebelseiten mit geschlämmter Ziegelsetzung, westlich mit Ziegelpfannenbehang im Giebelfeld und OG, östlich mit einigen Stallfenstern. | 32667956 | BW   |
| Hauptstraße 24 52° 17′ 45″ N, 10° 54′ 42″ O | Wohnhaus                  | Eingeschossiger gestreckter Ziegelfachwerkbau auf Hartsandsteinsockel unter seitlich abgewalmten Satteldach in Hohlpfannendeckung. Straßenseitig bei jeder Haushälfte mittiger Hauseingang, westlich davon jeweils zwei Fenster. Am Westgiebel Anbau, Ostgiebel mit zwei Fenstern im EG, einem im DG, dieses teilweise ausgebaut. | 32667973 | BW   |
| Hauptstraße 26 52° 17′ 46″ N, 10° 54′ 42″ O | Wohnhaus                  | | 32667990 | BW   |

### Einzelbaudenkmale
| Lage                                        | Bezeichnung               | Beschreibung | ID       | Bild |
| ------------------------------------------- | ------------------------- | --- | -------- | ---- |
| Hauptstraße 3 52° 17′ 41″ N, 10° 54′ 54″ O  | Wohnhaus                  | Zweigeschossiger, giebelständiger und langgestreckter Fachwerkbau auf Werksteinsockel unter Halbwalmdach in Ziegelpfannendeckung. Symmetrisches Fachwerkgefüge mit gestrichener Ziegelsichtausfachung. Zur Hofseite außermittiger Hauptzugang, darüber Jahrestafel mit Sinnspruch und Datierung auf „1846“. Südliches EG massiv in Ziegelmauerwerk ersetzt. | 32667880 | BW   |
| Hauptstraße 3 52° 17′ 41″ N, 10° 54′ 55″ O  | Toreinfahrt               | Spätklassizistische Hofeinfahrt in Naturstein-Quadermauerwerk mit großen Rundbogen mit Prellsteinen, profilierten Kapitellen und Schlussstein. Daneben ein stilgleicher Fußgängerdurchgang mit darüber eingelassener Relieftafel mit Lorbeerkranz und Putten sowie einer Inschrift mit der Datierung „1849“. | 32667899 | BW   |
| Hauptstraße 52° 17′ 42″ N, 10° 54′ 51″ O    | Kapelle                   | Kleiner Saalbau auf rechteckigen Grundriss mit verputzten ca. 1 m starken Bruchsteinmauerwerk unter steilem Satteldach in Ziegelpfannendeckung mit westlichen Dachreiter. Westportal im Rundbogen, schlichte sprossengeteilte Fenster mit Segmentbogenstürzen in Werksteineinfassungen. Kupferblechgedeckter rechteckiger Dachreiter mit polygonaler Haube und Laterne sowie Wetterfahne. Im Inneren quadratische Sandsteinplatten, hölzerne neogotische Empore auf Pfeilern mit Knaggen sowie schlichte verleimte Holzbohlendecke. | 32667860 |      |
| Hauptstraße 12 52° 17′ 44″ N, 10° 54′ 48″ O | Scheune                   | Große, breitgelagerte Fachwerkscheune auf niveauausgleichenden Werksteinsockel unter Halbwalmdach in Ziegelpfannendeckung. Südliche Traufseite mit zwei Einfahrtstoren und östlicher Querdurchfahrt. Fachwerkgefüge mit dreifeldigen Streben, dreifacher Verriegelung und Ziegelsichtausfachung. | 32667919 | BW   |
| Hauptstraße 30 52° 17′ 47″ N, 10° 54′ 40″ O | Wohn-/ Wirtschaftsgebäude | Zweigeschossiger Fachwerkbau auf Sandsteinfundament unter Halbwalmdach in Krempziegeldeckung. Westliche Gebäudehälfte als Wohnteil mit fünf Fensterachsen und Hauptzugang, östliche Gebäudehälfte als Wirtschaftsteil mit traufhohen Einfahrtstor. Fachwerkgefüge mit Ziegelausfachung. | 32668007 | BW   |

## Ahmstorf

### Gruppe: Dorfstraße 15, 17
Die Gruppe hat die ID 32630470. Ortszentrale Fachwerkbaugruppe mit Wohn- und Wirtschaftsgebäuden des 18. und 19. Jh.

| Lage                                       | Bezeichnung               | Beschreibung | ID       | Bild |
| ------------------------------------------ | ------------------------- | --- | -------- | ---- |
| Dorfstraße 15 52° 18′ 46″ N, 10° 53′ 48″ O | Wohn-/ Wirtschaftsgebäude | Zweigeschossiger Vierständerfachwerkbau unter Halbwalmdach in Krempziegeldeckung. Zur östlichen Giebelseite am hohen eingeschossigem Wirtschaftsteil Dielentor, im Torsturz und Schwellriegel eine geschnitzte Inschrift mit Sinnspruch sowie Datierung „1803“. Symmetrisches Fachwerkgefüge mit verputzter Ausfachung. Westlich symmetrisch eingezogenes zweigeschossiges Wohnteil in Stockwerksbauweise und unregelmäßig verteilten Fenstern. Hauseingänge gegenüberliegend auf der nördlichen und südlichen Traufseite. Symmetrisches Fachwerkgefüge mit teils verputzter und teils gestrichener Ziegelausfachung. | 32667721 | BW   |
| Dorfstraße 17 52° 18′ 45″ N, 10° 53′ 49″ O | Wohnhaus                  | Kleiner, zweigeschossiger Fachwerkbau unter Schopfwalm-/ Walmdach in Hohlpfannendeckung. Nördlicher Zugang, darüber leicht vorkragendes OG mit als Profil ausgebildetem Gebälk, in den Brüstungsfeldern Fußstrebenpaare. Aussteifung mit zweifeldigen Streben und mit K-Streben, gestrichene Ziegelausfachung -zum Teil in Ziersetzung- auf der Nord- und Westseite, die übrigen in verputzter Lehmsteinausfachung. OG zur westlichen Giebelseite in Krempziegelbehang. Ältestes Wohnhaus von Ahmstorf. | 32667738 | BW   |
| Dorfstraße 13 52° 18′ 46″ N, 10° 53′ 50″ O | Wohnhaus                  | Zweigeschossiger Fachwerkbau auf Werksteinsockel unter Halbwalmdach in Ziegelpfannendeckung. Symmetrisches Fachwerkgefüge mit geschosshohen Streben, einer zweifachen Verriegelung und Ziegelsichtausfachung. Zur Südseite achsenmittiger Hauptzugang hinter Windfang, dort Jahrestafel mit Datierung „1805“. Zur Westseite im Winkel angebauter Wohn-/ Wirtschaftsteil. | 32667688 | BW   |

### Einzelbaudenkmale
| Lage                                       | Bezeichnung | Beschreibung | ID       | Bild |
| ------------------------------------------ | ----------- | --- | -------- | ---- |
| Dorfstraße 19 52° 18′ 44″ N, 10° 53′ 47″ O | Scheune     | Großes zweigeschossiges Scheunengebäude in Ziegelbauweise auf Werksteinsockel unter Satteldach in Ziegelpfannendeckung. Achsenmittig vorkragender Flügel mit eineinhalbgeschossiger Tordurchfahrt. Zur Westseite dreigeschossiger Ladeerker und große Tordurchfahrt unter Segmentbogen. Zahlreiche Fassadenelemente mit Ziegelziersetzungen, auf der Giebelseite des vorkragenden Flügels Jahrestafel mit der Inschrift: „Erbaut von Heinrich Fricke, (…), 1888.“ | 32667772 | BW   |
| Dorfstraße 22 52° 18′ 47″ N, 10° 53′ 51″ O | Wohnhaus    | Kleiner, zweigeschossiger, traufständiger Fachwerkbau auf verputztem Sockel unter Dreiviertelwalmdach in Ziegelpfannendeckung mit Aufschieblingen. Vorkragendes OG über im Profil ausgestalteten Gebälk. Symmetrisches Fachwerkgefüge mit zweifeldigen Streben sowie einer Ziegelausfachung. | 32667792 | BW   |
| Dorfstraße 23 52° 18′ 45″ N, 10° 53′ 43″ O | Saalbau     | Traufständiger, zweigeschossiger Saalbau als rückwärtiger Anbau vom Wohnhaus. Massives EG, im OG Fachwerkkonstruktion, Schopfwalmdach. EG ursprünglich als Stall genutzt. Im OG Festsaal u.a. mit teils offener, aufwendiger Hänge- und Sprengwerkkonstruktion, Landschaftsmalereien, hölzerner Bekleidung und Bühne mit gestalteter Filmleinwand. | 45265188 | BW   |

## Rottorf am Klei

### Einzelbaudenkmale
| Lage                                              | Bezeichnung | Beschreibung | ID       | Bild           |
| ------------------------------------------------- | ----------- | --- | -------- | -------------- |
| Hasenwinkelstraße 10 52° 17′ 48″ N, 10° 56′ 39″ O | Wohnhaus    | Zweigeschossiger Massivbaubau in Sandstein-Schichtmauerwerk auf hohem Kellersockel unter Walmdach in Ziegelpfannendeckung. Nördlich ein außermittiger Zugang hinter Sandstein-Blockstufentreppe, siebenachsige Fassade mit werksteingefassten Fenstern. Giebelseiten mit ursprünglich zwei Fensterachsen. | 32668113 | BW             |
| Hasenwinkelstraße 5 52° 17′ 45″ N, 10° 56′ 43″ O  | Kirche      | Kapelle auf rechteckigem Grundriss in verputztem Bruchsteinmauerwerk mit halbrundem Chorschluss und Westturm. Rundbogenfenster in verzahnter Werksteineinfassung, an der Südseite nach innen geöffnete Sakristei (nicht ursprünglich). Satteldach in Falzziegeldeckung. Nach Westen vorgelagerter Turm mit Portal, der Gestaltung der Fenster gleich, sowie einen massiven Turmschaft, nur die Ostseite ist in Fachwerk in Schieferverkleidung. Turmabschluss mit kupferblechgedecktem Zeltdach mit Gauben als Glockenhäuschen und Laterne. Im Inneren eine schlichte Ausstattung mit Bretterdecke des Langschiffes, hölzernen historistischen Orgelempore sowie hölzerne Madonna aus dem 15. Jh. | 32668094 | Weitere Bilder |